# Bipolaris multiformis
Bipolaris multiformis är en svampart som först beskrevs av Jooste, och fick sitt nu gällande namn av Alcorn 1983. Bipolaris multiformis ingår i släktet Bipolaris och familjen Pleosporaceae.   Inga underarter finns listade i Catalogue of Life.